# Oberbürgermeisterwahl in Moskau 2013
| QS Ereignisse | Dieser Artikel wurde aufgrund von inhaltlichen Verbesserungsmöglichkeiten auf der Qualitätssicherungsseite des WikiProjekts Ereignisse eingetragen. Dies geschieht, um die Qualität der Artikel aus diesem Themengebiet auf ein höheres Niveau zu bringen. Bitte hilf mit, die inhaltlichen Lücken oder Probleme dieses Artikels zu beseitigen, und beteilige dich an der Diskussion! |  |

Die Oberbürgermeisterwahl in Moskau 2013 fand am 8. September 2013 in der russischen Hauptstadt Moskau statt. Am 5. Juni 2013 hatte Amtsinhaber Sergei Sobjanin vorgezogene Neuwahlen angekündigt.
Sobjanin gelang die Wiederwahl im ersten Wahlgang.
2004 hatte der damalige russische Präsident Wladimir Putin nach mehreren Terroranschlägen die Direktwahl des Oberbürgermeisters abgeschafft und die Ernennung durch den Präsidenten selbst eingeführt. Als Reaktion auf die Proteste nach den russischen Parlamentswahlen 2011 führte Präsident Dmitri Medwedew die Direktwahl wieder ein.

## Ergebnis

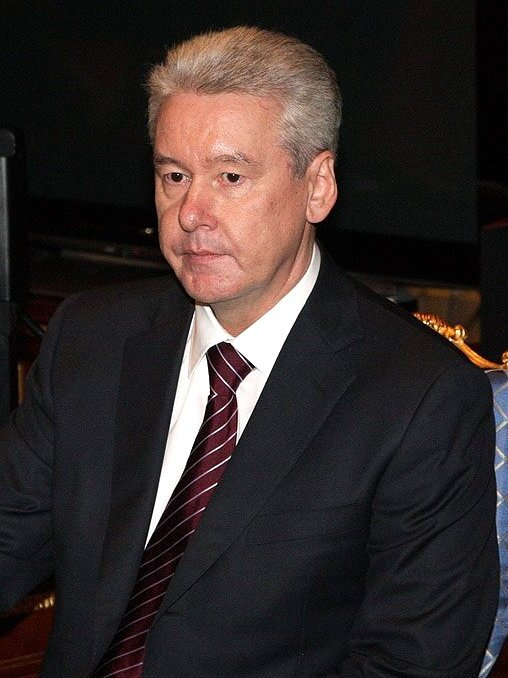
Sergei Sobjanin
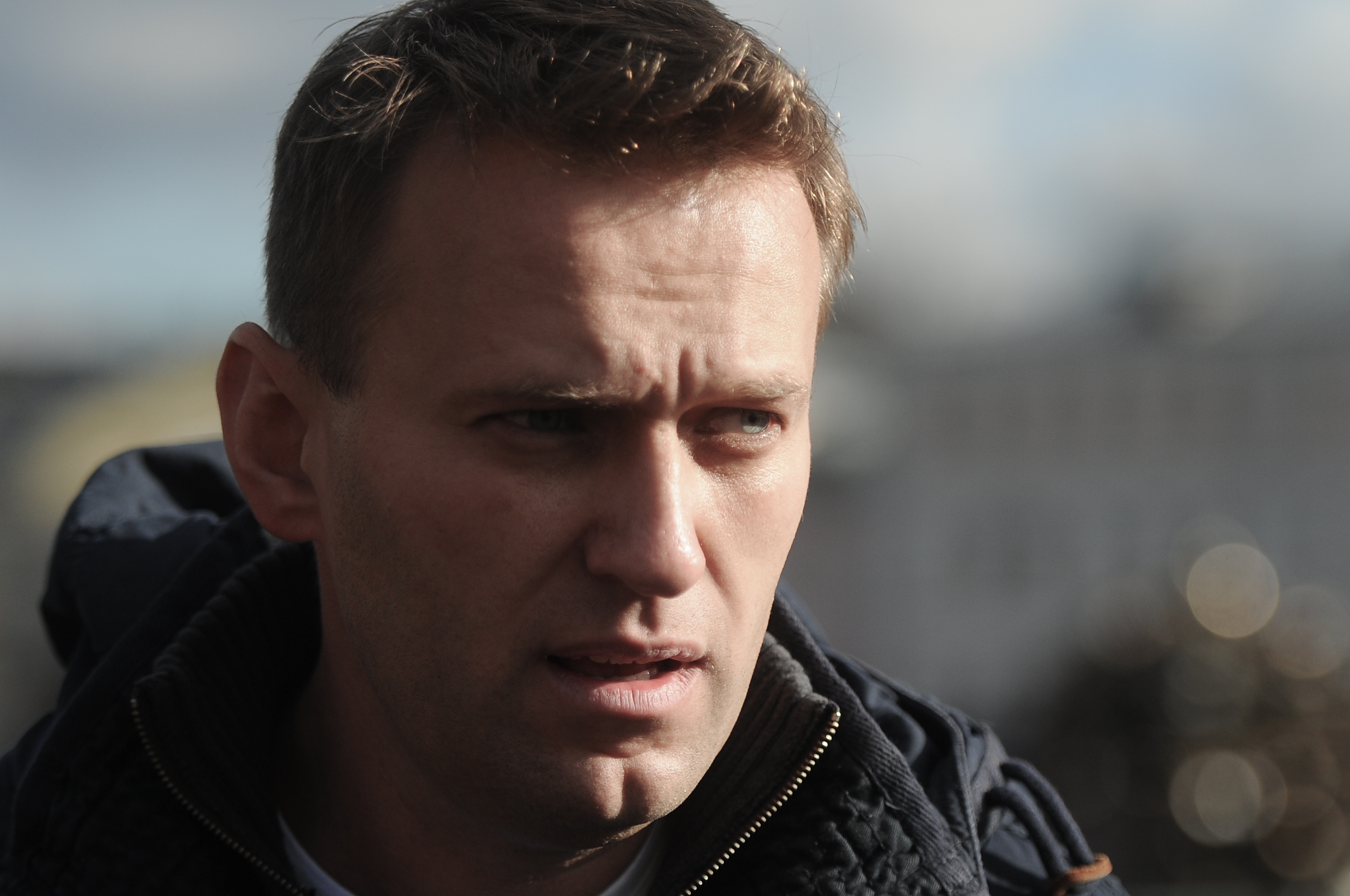
Alexei Nawalny
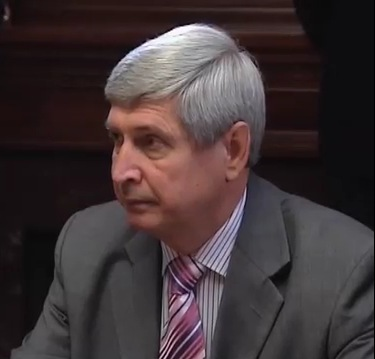
Iwan Melnikow
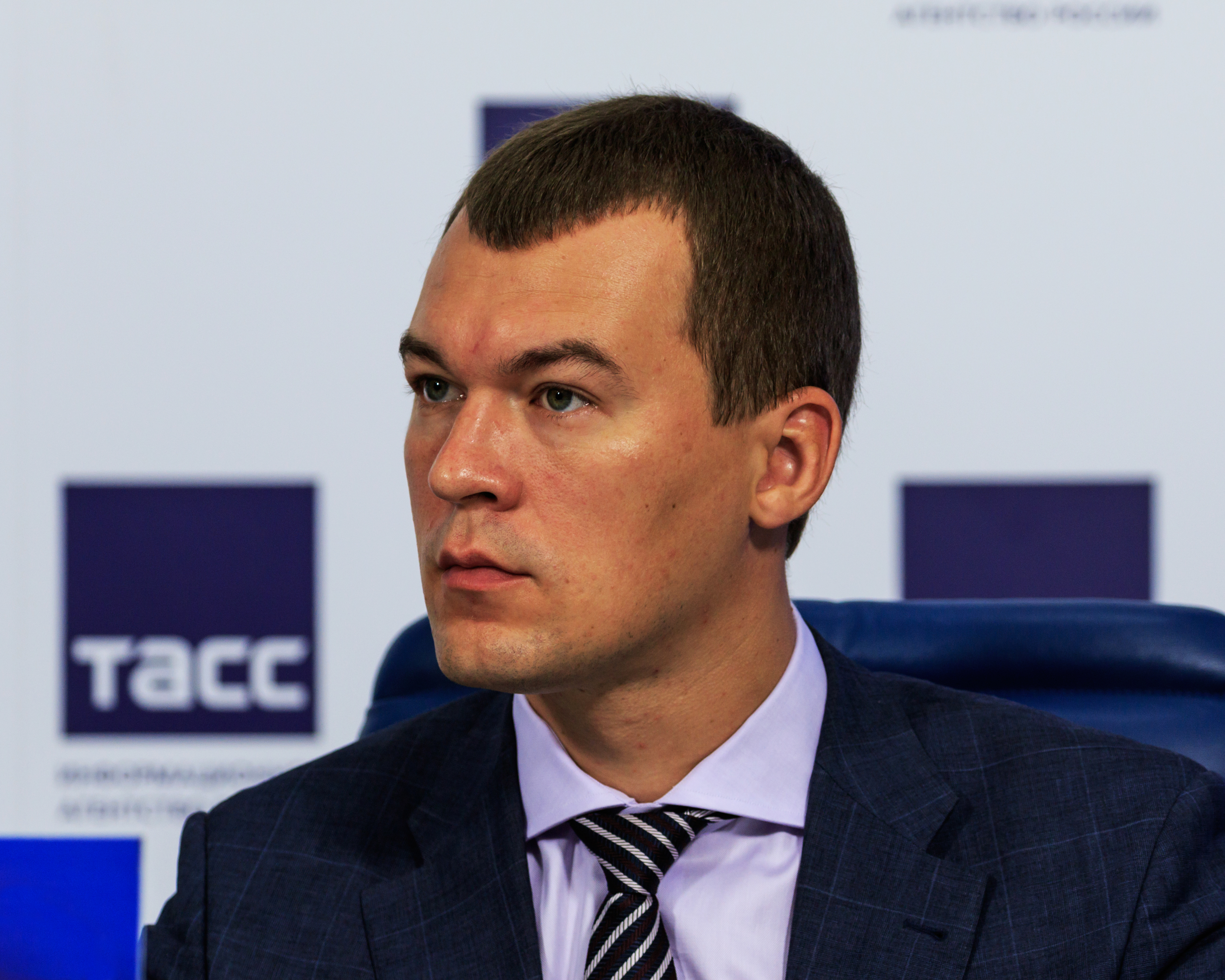
Michail Degtjarjow
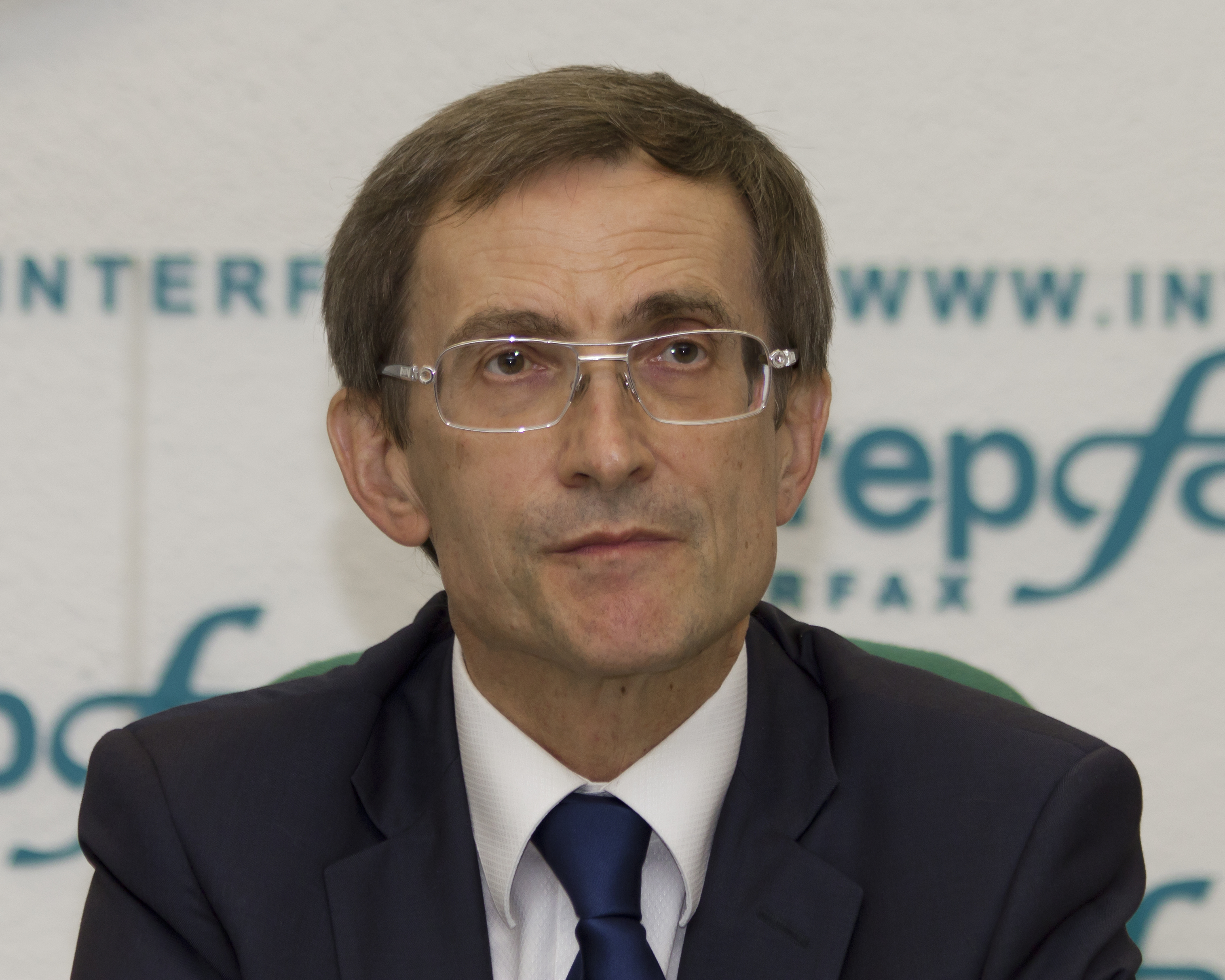
Nikolai Lewitschew

- Sergei Sobjanin (Einiges Russland): 51,37 %
- Alexei Nawalny (Republikanische Partei): 27,24 %
- Iwan Melnikow (Kommunistische Partei): 10,69 %
- Sergei Mitrochin (Jabloko): 3,51 %
- Michail Degtjarjow (Liberal-Demokratische Partei): 2,86 %
- Nikolai Lewitschew (Gerechtes Russland): 2,79 %

Ungültig waren 1,53 Prozent der Stimmen und die Wahlbeteiligung lag bei 32,07 Prozent.
Favorit war Amtsinhaber Sobjanin, der in Umfragen vor der Wahl auf etwa 50 Prozent kam. Nawalny lag bei etwa 15 Prozent, die weiteren Kandidaten zwischen einem und sechs Prozent.